# Drakensbergsiska
Drakensbergsiska (Crithagra symonsi) är en sydafrikansk fågel i familjen finkar inom ordningen tättingar.

## Kännetecken

### Utseende
Drakenbergsiskan är en medelstor siska (13 centimeter) som liknar sin närmaste släkting kapsiska i sina dova gulbruna toner. Den har dock vita stjärtkanter (ej vit stjärtspets) och saknar vita spetsar på handpennorna. Honan är blekare färgad och saknar till skillnad från kapsiskans hona gult i fjäderdräkten. 

### Läten
Drakensbergsiskans sjunger kanariefågelaktigt, likt kapsiskan men gällare. Kontaktlätet är ett vassare "voyp-vwip".

## Utbredning och systematik
Fågeln förekommer i snår i bergstrakter i västra Natal och Lesotho (Drakensberg).

### Släktestillhörighet
Tidigare placerades den i släktet Serinus alternativt Pseudochloroptila, men DNA-studier visar att den liksom ett stort antal afrikanska arter endast är avlägset släkt med t.ex. gulhämpling (S. serinus).

## Ekologi
Drakensbergsiskan ses i par eller småflockar när den rör sig genom buskar och snår efter frön från bland annat proteor, men också knoppar och insekter. Till skillnad från andra siskarter, men likt kapsiskan, häckar fågeln i bohålor. Den bygger en grund skål som placeras i sprickor eller håligheter i klippor, på klipphyllor eller bland växtlighet, framför allt ormbunkar. Hål i träd används dock sällan. Honan bygger boet samt lägger och ruvar tre till fyra, ibland fem, ägg. Hanen matar honan på boet.

## Status och hot
Arten har ett stort utbredningsområde och en stor population med stabil utveckling som inte tros vara utsatt för något substantiellt hot. Utifrån dessa kriterier kategoriserar internationella naturvårdsunionen IUCN arten som livskraftig (LC). Världspopulationen har inte uppskattats, men den beskrivs som lokalt vanlig.

## Namn
Fågelns vetenskapliga artnamn hedrar Roden E. Symons (1884-1974?), sydafrikansk storviltsjägare och jakttillsynsman.